# P-59 Airacomet
Bell P-59 Airacomet a fost primul avion de vânătoare cu reacție american în cel de Al Doilea Război Mondial. Forțele aeriene americane nu au fost impresionate de performanțele avionului și au reziliat contractul, fiind produse doar 66 de bucăți.